# Mari Lill
Mari Lill is een Estse actrice. Na haar afstuderen aan het Tallinn staatsconservatorium in 1968, begon ze haar carrière bij het Nationaal Jeugdtheater van de Estse Socialistische Sovjetrepubliek waarin ze meer dan zeventig toneelrollen vertolkte. Bekend bij het Estische publiek werd ze met Väike nõid (de kleine heks), een kinderprogramma uit 1975. Ander werk in haar televisie-carrière waren rollen in series zoals Õnne 13, Ohtlik lend en Kättemaksukontor. In haar filmcarrière, die begon in 1977 met Surma hinda küsi surnutelt, heeft ze diverse rollen vertolkt, waaronder in Sügisball uit 2007, Klassikokkutulek uit 2016 en Kratt uit 2020. Ze woont in Andineeme.